# 林源山
林源山（1940年12月2日—2003年3月15日），台灣政治人物，曾經代表中國國民黨任職立法委員。

## 外部連結
- 立法院 （页面存档备份，存于）